# Calciatori dell'ACF Fiorentina

Giancarlo Antognoni, assurto a calciatore-simbolo della storia viola.

In 99 anni di storia, sono stati 844 i calciatori dell'ACF Fiorentina, in gran parte italiani; alcuni di questi ultimi hanno anche militato nella Nazionale italiana.
Tra i calciatori italiani di rilievo che hanno militato nella Fiorentina figurano Mario Pizziolo, campione del mondo nel 1934, Augusto Magli, capitano dei Viola per otto anni, Egisto Pandolfini, nazionale ai Mondiali del 1950 e del 1954, Giuliano Sarti, Giuseppe Chiappella, Alberto Orzan, Francesco Rosetta, Giuseppe Virgili, Sergio Cervato, Ardico Magnini, Armando Segato, Miguel Montuori e Guido Gratton, campioni d'Italia nel 1955-56, Enrico Albertosi, vincitore del campionato europeo di calcio 1968, Franco Superchi, Ugo Ferrante, Claudio Merlo, Mario Maraschi, Giancarlo De Sisti e Luciano Chiarugi, campioni d'Italia nel 1968-69, Giancarlo Antognoni, considerato il calciatore-simbolo della Fiorentina, Roberto Baggio, Pallone d'oro nel 1993, Francesco Toldo, portiere della nazionale italiana ad Euro 2000, e Luca Toni, titolare nel Mondiale 2006 vinto dall'Italia e Scarpa d'oro 2006.
Tra i giocatori non italiani ad aver vestito la maglia della Fiorentina, inoltre, si segnalano l'ungherese Jan Posteiner, primo straniero della squadra gigliata, l'uruguaiano Pedro Petrone, pluricampione olimpico e mondiale ed autore di 37 reti in due anni a Firenze,
il brasiliano Julinho e l'argentino naturalizzato italiano Miguel Montuori, protagonisti dello scudetto 1955-56, lo svedese Kurt Hamrin, 151 gol in Serie A nella Fiorentina, il brasiliano Amarildo, campione d'Italia nel 1968-69, l'argentino Gabriel Batistuta ed il portoghese Rui Costa, protagonisti delle vittorie viola degli anni '90, ed il rumeno Adrian Mutu.

## Lista dei capitani
Il periodo più lungo con la fascia di capitano della squadra viola è stato quello di Giancarlo Antognoni: undici stagioni tra 1976 e 1987.
- 1926-27 -  Ermanno Barigozzi[18]
- 1927-33 - Sconosciuto
- 1932-33 -  Pedro Petrone[19]
- 1933-34 -  Mario Pizziolo[20]
- 1934-35 -  Mario Pizziolo[21]
- 1935-36 -  Giuseppe Bigogno
- 1936-37 -  Lorenzo Gazzari
- 1937-38 -  Lorenzo Gazzari
- 1938-39 -  Renzo Magli
- 1939-40 -  Luigi Griffanti
- 1940-41 -  Luigi Griffanti
- 1941-42 -  Luigi Griffanti
- 1942-43 -  Luigi Griffanti
- 1943-45 - Sospensione attività sportive per cause belliche
- 1945-46 -  Augusto Magli
- 1946-47 -  Augusto Magli
- 1947-48 -  Augusto Magli
- 1948-49 -  Augusto Magli
- 1949-50 -  Augusto Magli
- 1950-51 -  Augusto Magli
- 1951-52 -  Augusto Magli
- 1952-53 -  Augusto Magli
- 1953-54 -  Leonardo Costagliola
- 1954-55 -  Leonardo Costagliola
- 1955-56 -  Francesco Rosetta
- 1956-57 -  Francesco Rosetta
- 1957-58 -  Sergio Cervato
- 1958-59 -  Sergio Cervato
- 1959-60 -  Giuseppe Chiappella
- 1960-61 -  Miguel Montuori
- 1961-62 -  Giuliano Sarti
- 1962-63 -  Giuliano Sarti
- 1963-64 -  Enzo Robotti
- 1964-65 -  Enzo Robotti
- 1965-66 -  Kurt Hamrin
- 1966-67 -  Kurt Hamrin
- 1967-68 -  Giancarlo De Sisti
- 1968-69 -  Giancarlo De Sisti
- 1969-70 -  Giancarlo De Sisti
- 1970-71 -  Giancarlo De Sisti
- 1971-72 -  Giancarlo De Sisti
- 1972-73 -  Giancarlo De Sisti
- 1973-74 -  Giancarlo De Sisti
- 1974-75 -  Claudio Merlo
- 1975-76 -  Claudio Merlo
- 1976-77 -  Giancarlo Antognoni
- 1977-78 -  Giancarlo Antognoni

- 1978-79 -  Giancarlo Antognoni
- 1979-80 -  Giancarlo Antognoni
- 1980-81 -  Giancarlo Antognoni
- 1981-82 -  Giancarlo Antognoni
- 1982-83 -  Giancarlo Antognoni
- 1983-84 -  Giancarlo Antognoni
- 1984-85 -  Giancarlo Antognoni
- 1985-86 -  Giancarlo Antognoni
- 1986-87 -  Giancarlo Antognoni
- 1987-88 -  Sergio Battistini
- 1988-89 -  Sergio Battistini
- 1989-90 -  Sergio Battistini
- 1990-91 -  Carlos Dunga
- 1991-92 -  Carlos Dunga
- 1992-93 -  Stefano Carobbi
- 1993-94 -  Stefan Effenberg
- 1994-95 -  Francesco Baiano
- 1995-96 -  Gabriel Batistuta
- 1996-97 -  Gabriel Batistuta
- 1997-98 -  Gabriel Batistuta
- 1998-99 -  Gabriel Batistuta
- 1999-00 -  Gabriel Batistuta
- 2000-01 -  Manuel Rui Costa
- 2001-02 -  Angelo Di Livio
- 2002-03 -  Angelo Di Livio
- 2003-04 -  Angelo Di Livio
- 2004-05 -  Luca Ariatti
- 2005-06 -  Dario Dainelli
- 2006-07 -  Dario Dainelli
- 2007-08 -  Dario Dainelli
- 2008-09 -  Dario Dainelli
- 2009-10 -  Dario Dainelli /  Martin Jørgensen
- 2010-11 -  Riccardo Montolivo
- 2011-12 -  Alessandro Gamberini
- 2012-13 -  Manuel Pasqual
- 2013-14 -  Manuel Pasqual
- 2014-15 -  Manuel Pasqual
- 2015-16 -  Manuel Pasqual
- 2016-17 -  Gonzalo Rodríguez
- 2017-18 -  Davide Astori /  Milan Badelj
- 2018-19 -  Germán Pezzella
- 2019-20 -  Germán Pezzella
- 2020-21 -  Germán Pezzella
- 2021-22 -  Cristiano Biraghi
- 2022-23 -  Cristiano Biraghi
- 2023-24 -  Cristiano Biraghi
- 2024-25 -  Cristiano Biraghi /  Luca Ranieri

 Dati aggiornati al 25 luglio 2024. 

### Capitani plurivincitori

Il capitano della Fiorentina Gabriel Batistuta solleva il trofeo della Supercoppa italiana, vinto per la prima volta dal club toscano.

Di seguito viene proposta la classifica dei capitani che hanno conquistato una competizione "maggiore" alla guida della Fiorentina. Per competizione "maggiore" si intendono i titoli assoluti ufficiali della FIGC (Campionato italiano, Coppa Italia e Supercoppa italiana), dell'UEFA e della FIFA. Sono, pertanto, esclusi dalla classifica i campionati di livello inferiore alla Serie A o trofei, anche ufficiali come la Coppa di Lega Italo-Inglese, di prestigio minore.
| Capitano               | NT | Lista trofei                                        |
| ---------------------- | -- | --------------------------------------------------- |
| Miguel Montuori        | 2  | Coppa Italia 1960-1961, Coppa delle Coppe 1960-1961 |
| Gabriel Omar Batistuta | 2  | Coppa Italia 1995-1996, Supercoppa italiana 1996    |
| Francesco Rosetta      | 1  | Campionato italiano 1955-1956                       |
| Giancarlo De Sisti     | 1  | Campionato italiano 1968-1969                       |
| Luigi Griffanti        | 1  | Coppa Italia 1939-1940                              |
| Kurt Hamrin            | 1  | Coppa Italia 1965-1966                              |
| Claudio Merlo          | 1  | Coppa Italia 1974-1975                              |
| Manuel Rui Costa       | 1  | Coppa Italia 2000-2001                              |

Dati aggiornati al 28 novembre 2024.

## Statistiche individuali
Tra i calciatori che hanno vestito la maglia viola, in 13 hanno superato la soglia delle 300 presenze con la squadra gigliata tra cui Giancarlo Antognoni (429, 1972-1987), Giuseppe Chiappella (357, 1949-1960) e Sergio Cervato (340, 1948-1959). I calciatori di nazionalità straniera hanno avuto sempre un ruolo importante nella storia del club, segnando le epoche più vittoriose della squadra; nei primi tre posti della classifica dei migliori marcatori della Fiorentina vi sono infatti tre giocatori non italiani, l'argentino Gabriel Omar Batistuta (207, 1991-2000), lo svedese Kurt Hamrin (208,1958-1967), e l'argentino naturalizzato italiano Miguel Montuori (84,1956-1961). Da ricordare, infine, il portoghese Rui Costa (277, 1994-2001) e Francesco Toldo (337, 1993-2001) il portiere più presente, grandi protagonisti insieme al già citato Batistuta negli anni 1990 e nel recente passato Manuel Pasqual (356, 2005-2016) sesto nelle presenze assolute nella storia del club gigliato.
| Classifica assoluta delle presenze nella Fiorentina * 1. 428 - Giancarlo Antognoni 2. 389 - Giuseppe Brizi 3. 377 - Claudio Merlo 4. 362 - Kurt Hamrin 5. 357 - Giuseppe Chiappella 6. 356 - Manuel Pasqual 7. 354 - Giancarlo De Sisti 8. 340 - Sergio Cervato 9. 337 - Francesco Toldo 10. 332 - Gabriel Batistuta 11. 323 - Giovanni Galli 12. 318 - Franco Superchi 13. 315 - Giancarlo Galdiolo 14. 285 - Renzo Contratto 15. 276 - Rui Costa 16. 273 - Enzo Robotti 17. 268 - Celeste Pin 18. 266 - Cristiano Biraghi 19. 264 - Nikola Milenkovic 20. 262 - Sergio Castelletti 21. 261 - Riccardo Montolivo 22. 256 - Giuliano Sarti 23. 255 - Francesco Rosetta 24. 255 - Armando Segato 25. 251 - Ugo Ferrante 26. 249 - Augusto Magli 27. 247 - Alberto Orzan 28. 241 - Ardico Magnini 29. 240 - Enrico Albertosi 30. 233 - Leonardo Costagliola 31. 233 - Borja Valero 32. 224 - Alessandro Gamberini 33. 219 - Marco Donadel 34. 218 - Sébastien Frey 35. 216 - Lorenzo Gazzari 36. 215 - Guido Gratton 37. 214 - Angelo Di Livio 38. 212 - Renzo Magli 39. 210 - Stefano Carobbi 40. 208 - Sandro Cois 41. 203 - Mario Pizziolo 42. 203 - Gonzalo Rodríguez 43. 202 - Luciano Chiarugi 44. 200 - Gianfranco Petris 45. 200 - Claudio Desolati 46. 200 - Anselmo Robbiati 47. 196 - Giovan Battista Pirovano 48. 195 - Ennio Pellegrini 49. 195 - Andrea Orlandini 50. 194 - Bruno Neri |

| Classifica assoluta dei marcatori nella Fiorentina * 1. 208 - Kurt Hamrin 2. 207 - Gabriel Batistuta 3. 84 - Miguel Montuori 4. 72 - Giancarlo Antognoni 5. 69 - Adrian Mutu 6. 64 - Gianfranco Petris 7. 63 - Alberto Galassi 8. 63 - Alberto Gilardino 9. 62 - Giuseppe Virgili 10. 62 - Christian Riganò 11. 58 - Claudio Desolati 12. 57 - Luca Toni 13. 56 - Luciano Chiarugi 14. 55 - Roberto Baggio 15. 51 - Romeo Menti 16. 50 - Rui Costa 17. 49 - Vinicio Viani 18. 49 - Mario Maraschi 19. 49 - Dušan Vlahović 20. 45 - Enrico Chiesa 21. 43 - Renato Gei 22. 41 - Giancarlo De Sisti 23. 40 - Francisco Lojacono 24. 40 - Paolo Monelli 25. 40 - Stevan Jovetić 26. 39 - Khouma Babacar 27. 38 - Nicolás González 28. 37 - Josip Iličič 29. 37 - Pedro Petrone 30. 36 - Egisto Pandolfini 31. 35 - Domenico Caso 32. 35 - Daniel Passarella 33. 35 - Francesco Baiano 34. 35 - Anselmo Robbiati 35. 34 - Federico Chiesa 36. 33 - Giampaolo Pazzini 37. 33 - Nikola Kalinic 38. 32 - Dante Di Benedetti 39. 32 - Mario Brugnera 40. 32 - Sergio Clerici 41. 31 - Sergio Cervato 42. 31 - Guido Gratton 43. 31 - Gianfranco Casarsa 44. 31 - Daniel Bertoni 45. 29 - Claudio Merlo 46. 29 - Raffaele Rivolo 47. 28 - Aurelio Milani 48. 28 - Luís Oliveira 49. 27 - Ferruccio Valcareggi 50. 26 - Juan Cuadrado |

| Campionato - 340 Giancarlo Antognoni (1972-1987) - 329 Giuseppe Chiappella (1949-1960) - 317 Sergio Cervato (1948-1959) - 302 Manuel Pasqual (2005-2016) - 289 Kurt Hamrin (1958-1967) - 280 Giuseppe Brizi (1962-1976) - 269 Gabriel Batistuta (1991-2000) - 266 Francesco Toldo (1993-2001) - 259 Giovanni Galli (1977-1986) - 257 Claudio Merlo (1965-1976) | Coppa Italia - 60 Giancarlo Antognoni (1972-1987) - 58 Giovanni Galli (1977-1986) - 56 Renzo Contratto (1980-1988) - 52 Giancarlo Galdiolo (1970-1980) 52 Celeste Pin (1982-1991) - 50 Claudio Merlo (1965-1976) - 46 Giancarlo De Sisti (1965-1974) 46 Giuseppe Brizi (1962-1976) - 44 Franco Superchi (1965-1976) - 42 Francesco Toldo (1993-2001) | Competizioni UEFA - 43 Rolando Mandragora (2022-) - 34 Nenad Tomović (2012-2017) - 33 Borja Valero (2012-2017, 2020-2021) 33 Cristiano Biraghi (2017-2019, 2020-2025) - 32 Sébastien Frey (2005-2011) 32 Gonzalo Rodríguez (2012-2017) 32 Christian Kouamé (2020-2021, 2022-2025) 32 Jonathan Ikoné (2022-2025) - 31 Manuel Pasqual (2005-2016) 31 Luca Ranieri (2019-2020, 2022-) |
| Serie A - 340 Giancarlo Antognoni (1972-1987) - 329 Giuseppe Chiappella (1949-1960) - 317 Sergio Cervato (1948-1959) - 302 Manuel Pasqual (2005-2016) - 289 Kurt Hamrin (1958-1967) - 280 Giuseppe Brizi (1962-1976) - 259 Giovanni Galli (1977-1986) - 257 Claudio Merlo (1965-1976) - 256 Giancarlo De Sisti (1965-1974) - 245 Francesco Rosetta (1948-1957) | Serie B - 59 Giuseppe Galluzzi (1929-1931) - 58 Bruno Neri (1929-1931) - 56 Vittorio Staccione (1929-1931) - 54 Pilade Luchetti (1929-1931) 54 Clotario Stafetta (1929-1931) - 52 Raffaele Rivolo (1929-1931) - 46 Sebastián Cejas (2003-2004) - 45 Giordano Sinibaldi (1929-1931) - 44 Christian Riganò (2003-2004) - 43 Mario Pizziolo (1929-1931) | |

| Campionato - 168 Gabriel Batistuta (1991-2000) - 148 Kurt Hamrin (1958-1967) - 71 Miguel Montuori (1955-1961) - 61 Giancarlo Antognoni (1972-1987) 61 Alberto Galassi (1947-1952) - 57 Christian Riganò (2002-2005) - 55 Luca Toni (2005-2007; 2012-2013) - 54 Adrian Mutu (2006-2011) 54 Giuseppe Virgili (1954-1958) - 52 Alberto Gilardino (2008-2012, 2015) | Coppa Italia - 24 Gabriel Batistuta (1991-2000) - 15 Roberto Baggio (1985-1990) 15 Kurt Hamrin (1958-1967) - 13 Luciano Chiarugi (1965-1972) 13 Paolo Monelli (1981-1982, 1983-1987) 13 Gianfranco Petris (1958-1964) - 11 Claudio Desolati (1971-1981) - 10 Giancarlo Antognoni (1972-1987) 10 Rui Costa (1994-2001) - 9 Giancarlo De Sisti (1965-1974) 9 Giampaolo Pazzini (2005-2009) | Comp.UEFA - 12 Kurt Hamrin (1960-1962, 1966-1967) - 11 Adrian Mutu (2007-2010) 11 Gabriel Batistuta (1996-1997, 1998-2000) - 10 Alberto Gilardino (2008-2010, 2014-2015) 10 Nicolás González (2022-2024) - 8 Rolando Mandragora (2022-) 8 Antonin Barak (2022-2024) 8 Arthur Cabral (2022-2023) 8 Khouma El Babacar (2009-2010, 2014-2017) 8 Federico Bernardeschi (2014-2017) |

| Serie A - 152 Gabriel Batistuta (1991-2000) - 151 Kurt Hamrin (1958-1967) - 71 Miguel Montuori (1955-1961) - 61 Giancarlo Antognoni (1972-1987) 61 Alberto Galassi (1947-1952) - 55 Luca Toni (2005-2007) - 54 Adrian Mutu (2006-2011) 54 Giuseppe Virgili (1954-1958) - 52 Alberto Gilardino (2008-2012, 2015) - 44 Vinicio Viani (1933-1935, 1936-1938) 44 Dušan Vlahović (2018-2022) | Serie B - 23 Christian Riganò (2003-2004) - 21 Raffaele Rivolo (1929-1931) 21 Clotario Stafetta (1929-1931) - 19 Pilade Luchetti (1929-1931) - 18 Fortunato Baldinotti (1929-1931) - 17 Romeo Menti (1938-1939) - 16 Gabriel Batistuta (1993-1994) - 12 Dante Di Benedetti (1938-1939) - 10 Giuseppe Galluzzi (1929-1931) - 9 Mario Celoria (1938-1939) 9 Oliviero Serdoz (1930-1931) |

| Calciatore        | Reti | Anno      |
| Luca Toni         | 31   | 2005-2006 |
| Gabriel Batistuta | 26   | 1994-1995 |
| Pedro Petrone     | 25   | 1931-1932 |
| Aurelio Milani    | 22   | 1961-1962 |
| Alberto Orlando   | 17   | 1964-1965 |

| Calciatore       | Reti | Anno      |
| Christian Riganò | 30   | 2002-2003 |

| Calciatore        | Reti | Anno      |
| Gabriel Batistuta | 8    | 1995-1996 |
| Kurt Hamrin       | 5    | 1965-1966 |
| Gianfranco Petris | 4    | 1959-1960 |
| Gianfranco Petris | 4    | 1960-1961 |
| Luigi Milan       | 4    | 1960-1961 |
| Kurt Hamrin       | 4    | 1963-1964 |
| Juan Seminario    | 4    | 1963-1964 |
| Adrian Mutu       | 4    | 2009-2010 |
| Mario Gómez       | 4    | 2014-2015 |

| Calciatore  | Reti | Anno      |
| Kurt Hamrin | 6    | 1960-1961 |

| Calciatore    | Reti | Anno    |
| Arthur Cabral | 7    | 2022-23 |

| Calciatore         | NP | Lista premi                                                                                 |
| Adrian Mutu        | 3  | Guerin d'oro (2006-2007), Calciatore rumeno dell'anno (2007 e 2008)                         |
| Luca Toni          | 3  | Guerin d'oro (2005-2006), Migliore calciatore italiano AIC (2006), Pallone d'argento (2006) |
| Gabriel Batistuta  | 2  | Migliore calciatore straniero AIC (1999), Calciatore argentino dell'anno (1999)             |
| Borja Valero       | 1  | Squadra dell'anno AIC (2013)                                                                |
| Glenn Hysén        | 1  | Pallone d'oro svedese (1988)                                                                |
| Stevan Jovetić     | 1  | Calciatore montenegrino dell'anno (2009)                                                    |
| Brian Laudrup      | 1  | Calciatore danese dell'anno (1988)                                                          |
| Riccardo Montolivo | 1  | Migliore calciatore giovane AIC (2007)                                                      |
| Giampaolo Pazzini  | 1  | Migliore calciatore giovane AIC (2005)                                                      |
| Francesco Toldo    | 1  | Migliore portiere AIC (2000)                                                                |
| Giuseppe Rossi     | 1  | Pallone d'argento (2014)                                                                    |

| Calciatore     | NP | Lista premi         |
| Roberto Baggio | 1  | Trofeo Bravo (1990) |
| Luca Toni      | 1  | Scarpa d'oro (2006) |

| Calciatore          | Hall of Fame                            |
| Giancarlo Antognoni | Hall of Fame del calcio italiano (2018) |
| Roberto Baggio      | Hall of Fame del calcio italiano (2011) |
| Gabriel Batistuta   | Hall of Fame del calcio italiano (2013) |
| Gabriele Oriali     | Hall of Fame del calcio italiano (2019) |

| NG | Calciatori |
| 73 | Giancarlo Antognoni |
| 37 | Riccardo Montolivo |
| 29 | Giancarlo De Sisti |
| 25 | Sergio Cervato |
| 22 | Alberto Gilardino |
| 20 | Ardico Magnini, Armando Segato |
| 19 | Federico Chiesa, Giovanni Galli |
| 18 | Enrico Albertosi, Francesco Toldo |
| 17 | Francesco Graziani, Luca Toni, Alberto Aquilani, Giuseppe Chiappella |
| 15 | Enzo Robotti |
| 14 | Cristiano Biraghi |
| 13 | Roberto Baggio, Angelo Di Livio |
| 12 | Miguel Montuori, Mario Pizziolo |
| 11 | Guido Gratton, Manuel Pasqual |
| 9  | Federico Bernardeschi |
| 8  | Alessandro Gamberini |
| 7  | Sergio Castelletti, Egisto Pandolfini, Moreno Roggi, Francesco Rosetta, Giuseppe Virgili |
| 6  | Daniele Massaro |
| 5  | Giorgio Chiellini, Francisco Lojacono, Achille Piccini, Alfredo Pitto |
| 4  | Moise Kean, Davide Astori, Gaetano Castrovilli, Alberto Orzan, Moreno Torricelli, Giacomo Bonaventura |
| 3  | Daniele Adani, Mario Bertini, Stefano Borgonovo, Mattia Cassani, Sandro Cois, Leonardo Costagliola, Fabrizio Di Mauro, Ugo Ferrante, Marco Marchionni, Alberto Orlando, Gianfranco Petris, Maurilio Prini, Giuseppe Rossi                                                           |
| 2  | Daniele Carnasciali, Alberto Eliani, Luigi Griffanti, Rino Marchesi, Fabrizio Miccoli |
| 1  | Domenico Caso, Luciano Chiarugi, Enrico Chiesa, Dario Dainelli, Lorenzo De Silvestri, Massimo Gobbi, Vincenzo Guerini, Fabio Liverani, Augusto Magli, Claudio Merlo, Alfonso Negro, Pasquale Padalino, Alessandro Pierini, Giovan Battista Pirovano, Giuliano Sarti, Franco Semioli |

| Calciatore                | Edizione  | Numero di maglia | Palmares                |
| ------------------------- | --------- | ---------------- | ----------------------- |
| Mario Pizziolo            | 1934      | -                | Campione del mondo 1934 |
| Augusto Magli             | 1950      | -                | -                       |
| Egisto Pandolfini         | 1950      | -                | -                       |
| Ardico Magnini            | 1954      | 13               | -                       |
| Sergio Cervato            | 1954      | 14               | -                       |
| Armando Segato            | 1954      | 17               | -                       |
| Guido Gratton             | 1954      | 20               | -                       |
| Leonardo Costagliola      | 1954      | 22               | -                       |
| Enzo Robotti              | 1962      | 16               | -                       |
| Enrico Albertosi          | 1962 1966 | 13 1             | -                       |
| Ugo Ferrante              | 1970      | 6                | Medaglia d'argento 1970 |
| Giancarlo De Sisti        | 1970      | 16               | Medaglia d'argento 1970 |
| Giancarlo Antognoni       | 1978 1982 | 9                | Campione del mondo 1982 |
| Pietro Vierchowod         | 1982      | 8                | Campione del mondo 1982 |
| Daniele Massaro           | 1982      | 17               | Campione del mondo 1982 |
| Francesco Graziani        | 1982      | 19               | Campione del mondo 1982 |
| Giovanni Galli            | 1982 1986 | 22 1             | Campione del mondo 1982 |
| Daniel Ricardo Bertoni    | 1982      | 4                | -                       |
| Daniel Alberto Passarella | 1986      | 6                | Campione del mondo 1986 |
| Carlos Dunga              | 1990      | 4                | -                       |
| Luboš Kubík               | 1990      | 9                | -                       |
| Roberto Baggio            | 1990      | 15               | Medaglia di bronzo 1990 |
| Stefan Effenberg          | 1994      | 20               | -                       |
| Gabriel Omar Batistuta    | 1994 1998 | 9                | -                       |
| Luís Oliveira             | 1998      | 8                | -                       |
| Edmundo                   | 1998      | 21               | Medaglia d'argento 1998 |
| Francesco Toldo           | 1998      | 1                | -                       |
| Sandro Cois               | 1998      | 13               | -                       |
| Angelo Di Livio           | 2002      | 16               | -                       |
| Nuno Gomes                | 2002      | 21               | -                       |
| Luca Toni                 | 2006      | 9                | Campione del mondo 2006 |
| Tomáš Ujfaluši            | 2006      | 21               | -                       |
| Mario Bolatti             | 2010      | 5                | -                       |
| Per Krøldrup              | 2010      | 13               | -                       |
| Alberto Gilardino         | 2010      | 11               | -                       |
| Riccardo Montolivo        | 2010      | 22               | -                       |
| Ante Rebić                | 2014      | 16               | -                       |
| Juan Cuadrado             | 2014      | 11               | -                       |
| Alberto Aquilani          | 2014      | 14               | -                       |
| Milan Badelj              | 2018      | 19               | -                       |
| Nikola Milenković         | 2018      | 15               | -                       |

| ACF Fiorentina         | ACF Fiorentina |
| ---------------------- | --- |
| Club                   | Voce principale · Colori e simboli · Palmarès · Statistiche e record · Competizioni internazionali                                        |
| Storia                 | Storia dell'ACF Fiorentina · Caso Savoia-Fiorentina                                                                                       |
| Persone                | Presidenti · Allenatori · Calciatori |
| Impianti               | Stadi e campi da gioco Stadio Velodromo Libertas · Stadio Artemio Franchi Centri d'allenamento Centro sportivo Davide Astori · Viola Park |
| Inno                   | Canzone viola |
| Tifo                   | Tifoseria della Fiorentina |
| Incontri               | Derby calcistici in Toscana · Derby dell'Appennino                                                                                        |
| Altre squadre          | ACF Fiorentina (femminile) |
| Stadi e campi da gioco | Stadio Velodromo Libertas · Stadio Artemio Franchi                                                                                        |
| Centri d'allenamento   | Centro sportivo Davide Astori · Viola Park                                                                                                |

| Stadi e campi da gioco | Stadio Velodromo Libertas · Stadio Artemio Franchi |
| Centri d'allenamento   | Centro sportivo Davide Astori · Viola Park         |